# Espermatóforo
Um espermatóforo é uma cápsula ou massa produzida pelos machos de várias espécies de invertebrados que contém espermatozoides sendo integralmente transferida para o oviporo da fêmea durante a cópula.

Espermatóforo também é o saco ou estrutura produzida pelos machos de salamandras (Urodela, Lissamphibia, Chordata) que contém seus gametas. O macho salamandra deposita o espermatóforo no substrato depois que a fêmea é atraída por vestígios olfativos e aceita a côrte. Durante a côrte, como numa dança, o macho induz a fêmea a permanecer sobre o espermatóforo, que então libera os espermatozoides em seu oviduto, e então ocorre a fecundação (interna).